# Anisozyga stellifera
Anisozyga stellifera là một loài bướm đêm trong họ Geometridae.